# Paul Alexander (Polio-Überlebender)

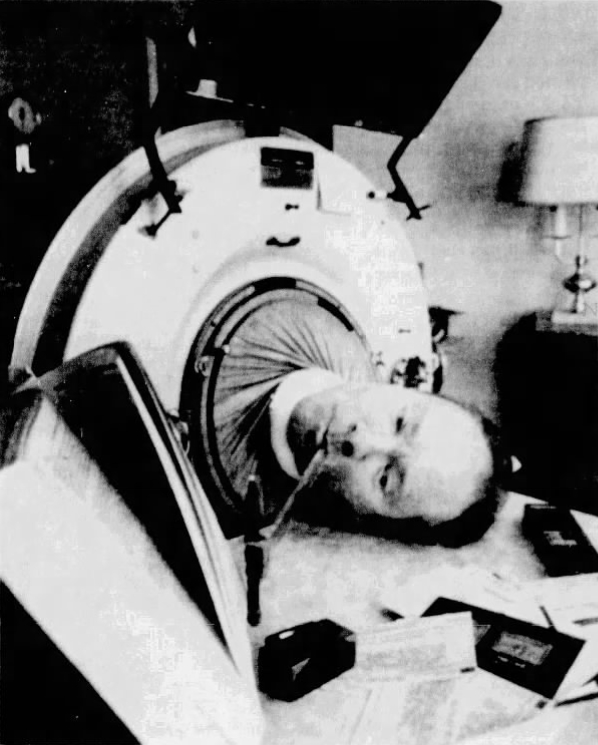
Paul Alexander in seiner eisernen Lunge im Jahr 1986

Paul Richard Alexander (* 30. Januar 1946 in Dallas, Texas; † 11. März 2024 ebenda) war ein US-amerikanischer Anwalt und Polio-Überlebender, der insgesamt 72 Jahre eine Eiserne Lunge nutzte und damit als die Person gilt, die am längsten mit einer solchen gelebt hat. Zudem war er eine der letzten zwei bekannten Personen, die diese Maschine nutzten. In den Medien wurde er auch Polio Paul oder Der Mann in der Eisernen Lunge (engl. Iron Lung Man) genannt.
Besondere mediale Aufmerksamkeit erhielt er, als er 2015 mittels YouTube versuchte, einen Techniker zu finden, der ihm bei der Reparatur seiner Maschine helfen könne, da keine Ersatzteile mehr hergestellt werden. Über sein Leben schrieb er das Buch Three Minutes for a Dog: My Life In an Iron Lung, das am 13. April 2020 erschien.

## Leben
Paul Alexander war sechs Jahre alt, als er 1952 an Polio erkrankte. Obwohl der Hausarzt der Familie frühzeitig die Krankheit feststellte, riet er aufgrund von Überfüllung des örtlichen Krankenhauses von einer Einlieferung ab. Alexanders Gesundheitszustand verschlechterte sich jedoch innerhalb von sechs Tagen zunehmend und er konnte kaum mehr atmen. Seine Mutter fuhr mit ihm in die Notaufnahme. Kurz nach der Einlieferung ins Krankenhaus wurde er ohnmächtig. Ein Arzt erkannte die Situation und führte eine Tracheotomie bei ihm durch, aber Alexander begann nicht mehr zu atmen. Daraufhin wurde er in eine hallengroße Station gebracht, in der bereits andere Kinder mittels Eiserner Lungen am Leben erhalten wurden. Derartige Stationen gab es während der großen Polio-Epidemie in den 1950er-Jahren in großer Anzahl in den USA, teilweise aber auch in Europa. In den folgenden eineinhalb Jahren konnte Alexander kaum sprechen. In dieser Zeit sollen Ärzte nach seinen eigenen Angaben öfter seinen baldigen Tod diagnostiziert haben, was ihm jedoch Lebenswillen gegeben habe, weil er beweisen wollte, dass er nicht wie die anderen Kinder sterben werde.
Die Zeit im Krankenhaus erzeugte bei Alexander Panik-Ängste gegenüber Ärzten, weshalb er ab 1954 eine Therapeutin von March of Dimes bekam. Allerdings wollte er nicht mehr dort bleiben, wo ständig Gleichaltrige starben, während er überlebte. Also entschieden seine Eltern, um seine Entlassung zu bitten. Da die Ärzte nicht daran glaubten, dass Alexander noch lange zu leben habe, stimmten sie zu. Es hieß, er würde Weihnachten 1954 nicht mehr erleben.
In der Wohnung seiner Eltern wurde nun die Eiserne Lunge aufgebaut und alles für Alexanders Bedürfnisse umgerüstet. Seine Therapeutin kam weiterhin zu ihm. Er erzählte ihr, dass er mehrfach versucht habe zu atmen, indem er Luft verschluckt habe, doch die Ärzte hätten ihm dies verboten. Die von ihm genutzte Methode zur Atmung ist die sogenannte glossopharyngeale Atmung. Dabei wird Luft in der Mund- und Rachenhöhle eingeschlossen, indem die Zunge flachgedrückt und der Mund kurz geöffnet wird, als ob man „Ah“ sagen würde. Nach Schließen des Mundes wird mit dem Kehlkopfmuskel die Luft an den Stimmbändern vorbei in die Lunge gedrückt. Paul Alexander nannte es selbst „Froschatmen“, weil es an die Atmung eines Froschs erinnert. Seine Therapeutin Sullivan versprach ihm einen Welpen, wenn er länger als drei Minuten ohne Eiserne Lunge mittels „Froschatmung“ durchhielt. Es gelang ihm. Nach eigenen Angaben sei er die einzige Person gewesen, welche diese Atemtechnik erfolgreich anwendete. Tatsächlich wird die Atmungsmethode aber auch bei anderen Menschen mit Atemlähmung erfolgreich erprobt.
Von Zuhause aus machte er mit 21 als erste Person, die während der Ausbildung selbst nicht persönlich anwesend war, den Abschluss an der Dallas High School. Danach besuchte er zunächst die Southern Methodist University. Als es allerdings immer wieder Zurückweisungen wegen seiner Behinderung gab, wechselte er an die Law School der University of Texas in Austin. Diese schloss er 1984 erfolgreich ab. Anschließend arbeitete er – auf einen Rollstuhl angewiesen (er konnte lediglich seinen Kopf bewegen) –  als Anwalt in Dallas und Fort Worth. Damit war er eine der ersten hochrangigen Personen der USA, die sich in der Öffentlichkeit trotz ihrer Behinderung zeigten. Um seinen Beruf und weitere Tätigkeiten des öffentlichen Lebens selbst auszuüben, nutzte er stets seinen Mund und bediente über einen Strohhalm auch Stifte und Computer. Zudem war er nach eigenen Angaben ein erfolgreicher Anwalt, da viele Mandanten und Kläger Respekt vor ihm gehabt haben sollen.
Trotz seiner Behinderung unternahm Alexander Reisen und andere Aktivitäten. Er war in Stripclubs unterwegs, flog mit dem Flugzeug, betete in der Kirche und reiste ans Meer. Er betrachtete seine Eiserne Lunge dabei nicht als Hindernis. Diese nahm er stets auf seinen Reisen mit. Im privaten Umfeld stand sie meist in seinem Wohnzimmer, das er auch als Büro nutzte. In seinen letzten Jahren verließ er sie allerdings kaum noch. Von seinem Umfeld und von Journalisten wurde er als lebensfroher und gesprächiger Mensch wahrgenommen. 2021 teilte er mit, dass er keine Angst vor Covid-19 habe, da er bereits eine tödliche Epidemie, die sich negativ auf die Atemwege auswirkt, überlebt habe.
2015 kam es zu technischen Problemen an der Maschine. Alexander drohte zu sterben, da er keine andere Maschine zur Beatmung nutzen konnte, ohne sich umständlich umgewöhnen zu müssen. Er startete seinerzeit zusammen mit einem Freund einen Aufruf auf der Online-Video-Plattform YouTube, in dem er um Unterstützung bei der Reparatur bat. Es meldete sich Brady Richards vom Environmental Testing Laboratory, einer texanischen Firma aus seiner Umgebung, die sich mit der Modernisierung von Maschinen hinsichtlich neuer Umweltstandards und der Verbesserung der Langlebigkeit befasst. Richards stellte die auszutauschenden Ersatzteile her und konnte so gemeinsam mit Alexander die Eiserne Lunge reparieren. Zusätzlich hortete er diverse ausgemusterte Eiserne Lungen als Ersatzteilspender.
Um Polio besser bekämpfen zu können, war Alexander seit 2015 auch Mitglied des humanitären Rotary Clubs und dessen Sprecher für die Sektion in Dallas. Bereits sein Vater war Ende der 1960er-Jahre Mitglied. Alexander lernte den Verein aber über den Rotarier Alexander Peralta kennen. Zudem setzte er sich für die Eradikation von Polio ein und unterstützte entsprechend auch Impfkampagnen, da Polio in einigen Ländern in den letzten Jahren wieder Epidemien verursacht. Kommenden Kindern und Generationen wollte er sein Leid ersparen.
Am 13. April 2020 veröffentlichte Alexander zusammen mit seinem Freund Norman D. Brown eine Autobiographie. Das Buch trägt den Titel Three Minutes for a Dog: My Life In an Iron Lung. Dabei erinnert der Titel an die Anekdote aus seinem Leben, dass er für drei Minuten „Froschatmung“ einen Welpen bekam. Er brauchte laut The Guardian acht Jahre, um dieses Buch zu schreiben, denn er schrieb es hauptsächlich mit einem Stock im Mund, mit dem er die Tastatur betätigte, sowie teilweise auch durch Diktieren an seinen Freund.
Im Jahr 2022 hatte er seit genau 70 Jahren seine Eiserne Lunge genutzt. Daher wurde er im Guinness Buch der Rekorde als die Person aufgeführt, die am längsten mit einer solchen überlebt hat.
Obwohl er eine modernere Beatmungsmöglichkeit hätte bekommen können, wollte er an der Eisernen Lunge bis zum Tod festhalten, weil er sich bereits laut eigenen Angaben daran gewöhnt habe. Sie sei ein Teil von ihm, sagte er in einem Interview. Anderen Quellen zufolge hätte er aber möglicherweise mit einer anderen Möglichkeit gar nicht überleben können, da seine Lunge derart verkümmert war. Eine Option, bei welcher der zu Beatmende nicht in Vollnarkose intubiert bleiben muss, ist die Beatmung über ein Tracheostoma. Zusammen mit Logopäden kann man lernen, damit zu sprechen.
Zuletzt wurde er einem breiten Internetpublikum durch seinen TikTok-Kanal Conversations With Paul bekannt, auf dem er offen über sein Leben und seine Situation sprach. Der Account hatte zuletzt über 356.000 Follower.
Paul Alexander starb am 11. März 2024 in einem Krankenhaus in Dallas an einer SARS-CoV-2-Infektion im Beisein seines jüngeren Bruders. Er wurde 78 Jahre alt und lebte damit länger als seine Eltern und sein älterer Bruder Phil.

## Privates
Alexander hatte drei Geschwister, seinen älteren Bruder Phil, seine Schwester Elaine, sowie einen jüngeren Bruder, Philip. Seine Eltern waren der griechisch-stämmige Gus Alexander und dessen Frau Doris, eine Libanesin.
Eine seine Pflegekräfte und Bezugspersonen war Mary Kathryn Gaines. Sie war an Diabetes erkrankt und gilt als eine der ältesten Personen, die eine erfolgreiche Transplantation (eine Niere und die Bauchspeicheldrüse) erhielt. Gaines unterstützte ihn bei seinem Buch Three Minutes For a Dog.

## Werke
- Three Minutes for a Dog… My Life in an Iron Lung. FriesenPress, Victoria 2020, ISBN 978-1-5255-2533-9 (eingeschränkte Vorschau in der Google-Buchsuche [abgerufen am 14. März 2024]).